# Dorpspomp (Hoeven)
De dorpspomp of Keienpomp in Hoeven in de gemeente Halderberge in de Nederlandse provincie Noord-Brabant is een hardstenen pomp met vier schamppalen. De pomp dateert uit 1855. Na aansluiting van Hoeven op de waterleiding in 1931 werd de pomp buiten gebruik gesteld. In 1964 werd de pomp gerestaureerd en in 1994 werd de pomp verplaatst naar de Bovenstraat.
De pomp is een rijksmonument sinds 1971.